# UFC Fight Night: Dillashaw vs. Cruz
UFC Fight Night: Dillashaw vs. Cruz è stato un evento di arti marziali miste tenuto dalla Ultimate Fighting Championship svolto il 17 gennaio 2016 al TD Garden di Boston, Stati Uniti.

## Retroscena
Nel main event della card si sfidarono per il titolo dei pesi gallo UFC, il campione TJ Dillashaw e l'ex campione dei pesi gallo UFC e WEC Dominick Cruz.
Beneil Dariush avrebbe dovuto affrontare Mairbek Taisumov. Tuttavia, il 3 dicembre, Dariush venne rimosso dalla card per infortunio e rimpiazzato da Chris Wade. Nonostante ciò, Taisumov non poté prendere parte all'evento a causa di un problema con il visto d'ingresso per gli Stati Uniti; al suo posto venne inserito Mehdi Baghdad.
Dennis Bermudez doveva vedersela con Maximo Blanco, ma il primo fu costretto a rinunciare a causa di un'infezione allo stafilococco nello stinco. Il 4 gennaio, venne inserito al suo posto Luke Sanders.
Patrick Williams avrebbe dovuto affrontare Rob Font. Tuttavia, Williams subì un infortunio a fine dicembre e venne sostituito dal nuovo arrivato Joey Gomez.
Jimy Hettes doveva scontrarsi con Charles Rosa, ma il 10 gennaio a soli 8 giorni dall'evento, Hettes venne rimosso dalla card per infortunio. Al suo posto venne inserito Augusto Mendes.
Il nuovo arrivo Abdul-Kerim Edilov avrebbe dovuto vedersela con Francimar Barroso. Tuttavia, Edilov si infortunò al ginocchio a pochi giorni dall'evento e rimpiazzato da Elvis Mutapcic.

## Risultati
|                                                   | Divisione                      |                                |                                |                                | Metodo                                      | Round                          | Tempo                          | Premio                         |
| Card Principale (Fox Sports 1)                    | Card Principale (Fox Sports 1) | Card Principale (Fox Sports 1) | Card Principale (Fox Sports 1) | Card Principale (Fox Sports 1) | Card Principale (Fox Sports 1)              | Card Principale (Fox Sports 1) | Card Principale (Fox Sports 1) | Card Principale (Fox Sports 1) |
| ------------------------------------------------- | ------------------------------ | ------------------------------ | ------------------------------ | ------------------------------ | ------------------------------------------- | ------------------------------ | ------------------------------ | ------------------------------ |
| Sfida valida per il titolo di campione indiscusso | Pesi Gallo                     | Dominick Cruz                  | batte                          | TJ Dillashaw (c)               | Decisione non unanime (48-47, 46-49, 49-46) | 5                              | 5:00                           | FOTN                           |
|                                                   | Pesi Leggeri                   | Eddie Alvarez                  | batte                          | Anthony Pettis                 | Decisione non unanime (29-28, 28-29, 29-28) | 3                              | 5:00                           |                                |
|                                                   | Pesi Massimi                   | Travis Browne                  | batte                          | Matt Mitrione                  | KO Tecnico (pugni)                          | 3                              | 4:09                           |                                |
|                                                   | Pesi Leggeri                   | Francisco Trinaldo             | batte                          | Ross Pearson                   | Decisione unanime (30-27, 29-28, 30-27)     | 3                              | 5:00                           |                                |
| Card Preliminare (Fox Sports 1)                   |                                |                                |                                |                                |                                             |                                |                                |                                |
|                                                   | Pesi Welter                    | Patrick Côté                   | batte                          | Ben Saunders                   | KO Tecnico (pugni)                          | 2                              | 1:14                           |                                |
|                                                   | Pesi Medi                      | Ed Herman                      | batte                          | Tim Boetsch                    | KO (ginocchiata e pugni)                    | 2                              | 1:39                           | POTN                           |
|                                                   | Pesi Leggeri                   | Chris Wade                     | batte                          | Mehdi Baghdad                  | Sottomissione (rear-naked choke)            | 1                              | 4:30                           |                                |
|                                                   | Pesi Piuma                     | Luke Sanders                   | batte                          | Maximo Blanco                  | Sottomissione (rear-naked choke)            | 1                              | 3:38                           | POTN                           |
| Card Preliminare (UFC Fight Pass)                 |                                |                                |                                |                                |                                             |                                |                                |                                |
|                                                   | Pesi Leggeri                   | Paul Felder                    | batte                          | Daron Cruickshank              | Sottomissione (rear-naked choke)            | 3                              | 3:56                           |                                |
|                                                   | Pesi Mediomassimi              | Ilir Latifi                    | batte                          | Sean O'Connell                 | KO Tecnico (pugni)                          | 1                              | 0:30                           |                                |
|                                                   | Pesi Piuma                     | Charles Rosa                   | batte                          | Kyle Bochniak                  | Decisione unanime (29-28, 29-28, 30-27)     | 3                              | 5:00                           |                                |
|                                                   | Pesi Gallo                     | Rob Font                       | batte                          | Joey Gomez                     | KO Tecnico (pugni)                          | 2                              | 4:13                           |                                |
|                                                   | Pesi Mediomassimi              | Francimar Barroso              | batte                          | Elvis Mutapcic                 | Decisione unanime (30-27, 29-28, 30-27)     | 3                              | 5:00                           |                                |

## Premi
I lottatori premiati ricevettero un bonus di 50.000 dollari.
Legenda:
- FOTN: Fight of the Night (vengono premiati entrambi gli atleti per il miglior incontro dell'evento)
- POTN: Performance of the Night (viene premiato il vincitore per la migliore performance dell'evento)

## Incontri Annullati
|  | Divisione         |                   |        |                    | Motivo                                       |
|  | ----------------- | ----------------- | ------ | ------------------ | -------------------------------------------- |
|  | Pesi Leggeri      | Beneil Dariush    | contro | Mairbek Taisumov   | Dariush subì un infortunio                   |
|  | Pesi Piuma        | Dennis Bermudez   | contro | Maximo Blanco      | Bermudez ebbe un'infezione allo stafilococco |
|  | Pesi Gallo        | Patrick Williams  | contro | Rob Font           | Williams subì un infortunio                  |
|  | Pesi Piuma        | Jimy Hettes       | contro | Charles Rosa       | Hettes subì un infortunio                    |
|  | Pesi Leggeri      | Chris Wade        | contro | Mairbek Taisumov   | Taisumov ebbe problemi con il visto          |
|  | Pesi Mediomassimi | Francimar Barroso | contro | Abdul-Kerim Edilov | Edilov subì un infortunio                    |
|  | Pesi Piuma        | Charles Rosa      | contro | Augusto Mendes     | Mendes venne rimosso dalla card              |